# Меліоратор (підприємство)
ПрАТ «Меліоратор» — одне з найбільших підприємств у місті Буча Київської області

## Історія
У 1937 році у Бучі було утворено МТС, від якої бере початок підприємство ЗАТ «Меліоратор».
Підприємство брало участь у ліквідації наслідків аварії на ЧАЕС, в наданні допомоги мешканцям при переселенні із зони забруднення. Більше 50-ти працівників підприємства стали учасниками ліквідації наслідків аварії. На річці Прип'ять підприємством побудовано захисну дамбу для відсікання поверхневих вод, споруджено «могильник» для захоронення забруднених матеріальних цінностей.
В Закарпатті працював механізований загін підприємства після повені в 1999 році.
Завдяки меліораторам, очищено і окультурено багато ставків, джерел на Київщині.[джерело?]
В Бучі проведено захист від підтоплення в районі Мельники та Яблунька.[джерело?]
В 2008—2010 «Меліоратор» побудував кілька футбольних полів і стадіонів:
- в с. Ковалівка Васильківського району,
- в селищі Гостомель,
- в Ірпінському коледжі,
- брав участь в будівництві міського стадіону в Ірпені,
- побудував стадіон «Ювілейний» на 3000 місць
- окультурив стадіон по вул. Чкалова в селищі Буча, В даний час[коли?] будує 3 футбольних поля в селищі Буча.[джерело?]

У 2010 році підприємство майже рік не виплачувало заробітну платню своїм працівникам.

## Структура
У складі підприємства:
- три майстерні по ремонту машин і механізмів,
- столярний цех,
- пилорама,
- кузня,
- розчинно-бетонний вузол,
- тепличне і рибне господарства,
- кафе, база відпочинку в Одеській області.[джерело?]

ЗАТ «Меліоратор» співпрацює з 32-ма підприємствами меліораторів і водогосподарників Київщини.[джерело?] Має у власності 2 піщані кар'єри поблизу Бучі.

## Діяльність
Основні види діяльності підприємства:[джерело?]
1. Будівництво будівель, огорож, водопроводів та каналізаційних мереж, басейнів, автозаправок, стадіонів (нові роботи, роботи по заміні, реконструкції та відновленню).
2. Природоохоронні, протиповіневі, протиерозійні заходи, розчищення чагарників, екологічне покращення водойм, джерел питної води.
3. Осушення та зрошення сільськогосподарських угідь.
4. Автомобільні вантажні перевезення.
5. Виготовлення бетону та залізобетонних виробів.
6. Виготовлення металоконструкцій.
7. Розпиловка лісу та виготовлення столярних виробів.

## Ключові особи
Наглядову раду товариства очолює Яцюк Василь Петрович, голова правління (з 1997 року) та найбільший акціонер, який працював у підприємстві на всіх щаблях — від тракториста до директора. Голова правління станом на 2018 рік — Світлицький Василь Миколайович. Станом на 2017 рік більшість акцій компанії належить Василю Яцюку (55,65 %), його дружині Валентині Іванівні Яцюк (19,77 %) та сину Ігореві (13,6 %).

## Компанія-забудовник
Компанією «Меліоратор» було зведено житлові комплекси «Почаївський», а також «Паркова оселя» та «Сонячна оселя». Компанію неодноразово звинувачували в пресі в захопленні землі селища.